# Fjällsjöälven
Fjällsjöälven är en älv i nordvästra Ångermanland, Strömsunds kommun. Den är biflod till Ångermanälven. Längd cirka 80 km, inklusive källflöden cirka 260 km. 
Fjällsjöälven har sina källflöden i gränstrakterna mellan Lappland och Jämtland med en nordlig källarm, Saxån samt en sydlig källarm, Sjoutälven, vilka förenas i den fyra mil långa Tåsjön (248 m ö.h.). Nedanför Tåsjön mottar Fjällsjöälven vatten även från Flåsjöån samt från Rörströmsälven och Hotingsån, när dessa flyter samman i Bodumsjön (212 m ö.h.) vid Rossön (Bodums socken) i Strömsunds kommun.
I älvens nedre lopp märks Kilforsen (24 m) samt Åkvissleforsen (30 m).
Fjällsjöälven mynnar i Ångermanälven ca 5 km nordväst om Näsåker.
Största biflöde till Fjällsjöälven är bifurkationen Vängelälven, som leder över vatten från Faxälven.

## Biflöden
Se även biflodsförteckningen nedan (uppräkningen går från mynningen i havet till källorna). Respektive vattendrags källflöden betecknas med (*):
- Vängelälven
  - Grytån
  - Regesjöån
    - Mörtsjöbäcken

  - Äxingsån
  - Malmån
- Gransjöån
- Stampån
- Jansjöån
  - Grössjöån*
- Kråkån
- Nagasjöån
  - Hällvattenån*
- Gessjöån
- Hotingsån*
  - Flåsjöån*
    - Fånån*
    - Fallån*
    - Kvarnån*
      - Dammån*

    - Järilån*

  - Tåsjöälven*
    - Sjoutälven*
      - Guoutelejukke*
      - Trångmoån*
        - Gierkejukke

    - Saxälven*
      - Lillån
      - Dajmaån
      - Sannarån*
- Röströmsälven*
  - Bäån
  - Staversån
  - Rensjöån
  - Djupån
  - Ormsjöån*
    - Långselån*
      - Gittsån
      - Stensjöbäcken
      - Korpån*

    - Bergvattenån*
      - Sallsjöån*
      - Fjällån*